# Stenodera anatolica
Stenodera anatolica is een keversoort uit de familie van oliekevers (Meloidae). De wetenschappelijke naam van de soort is voor het eerst geldig gepubliceerd in 1884 door Frivaldszky.